# تاريخ ميلانو
تقع مدينة ميلانو في شمال إيطاليا، استُوطنت لأول مرة في حوالي 400 قبل الميلاد من الإنسيبروس الكيلتيين. استولى الرومان عليها عام 222 قبل الميلاد وأعادوا تسميتها بميديولانوم. قسم ديوكلتيانوس الامبراطورية الرومانية، واختار النصف الشرقي لنفسه، ووقعت ميلانو في النصف الغربي من الإمبراطورية الذي حكمه مكسيميانوس في أواخر القرن الثالث وأوائل القرن الرابع الميلادي. في عام 313، أصدر الأباطرة قسطنطين ولوسينيوس مرسوم ميلانو الذي أنهى رسميًا اضطهاد المسيحيين عام 774 سُلمت ميلانو للإمبراطور شارلمان والفرنجة.
شكل الصراع بين الفصيلين السياسيين غويلفيون وغيبلينيون تاريخ ميلانو خلال العصور الوسطى، وفي النهاية تولت عائلة فيسكونتي السلطة. في عام 1395 حول الإمبراطور وينسيسلاس ميلانو إلى دوقية، وقد رفع ذلك من مكانة مواطني المدينة. في منتصف القرن الخامس عشر، أنشئت الجمهورية الأمبروزية، وأخذت اسمها من القديس أمبروز، الذي كان محبوبًا في المدينة. عمل الفصيلان المتنافسان معًا من أجل إقامة الجمهورية الأمبروزية في ميلانو. لكن الجمهورية انهارت عام 1450، عندما غزا فرانشيسكو سفورتا ميلانو، وساهم بعد ذلك في دفعها لتصبح واحدة من المدن الرائدة في عصر النهضة الإيطالية.
منذ أواخر القرن الخامس عشر وحتى منتصف القرن السادس عشر، انخرطت ميلانو في الحروب الإيطالية، وفي سلسلة من الصراعات، إلى جانب أغلب المدن في إيطاليا، والدول البابوية، وجمهورية البندقية، وفي وقت لاحق في معظم أوروبا الغربية. في عام 1629، قتل الطاعون العظيم في ميلانو حوالي 60,000 شخصًا من إجمالي عدد السكان البالغ حوالي 130,000 نسمة، بحلول عام 1631، انحسر الطاعون. يعتبر هذا واحدًا من بين عدة أوبئة اجتاحت أوروبا ودمرتها لعدة قرون، بدءًا من الموت الأسود. في عام 1713-1714 منحت المعاهدات النمسا السيادة على أغلب ممتلكات إسبانيا الإيطالية، بما في ذلك لومبارديا وعاصمتها ميلانو. اجتاح نابليون إيطاليا عام 1796، ثم أعلن لاحقًا أن ميلانو عاصمة لمملكة إيطاليا. بعد انتهاء احتلال نابليون، أعاد مؤتمر فيينا لومبارديا وميلانو إلى السيطرة النمساوية في عام 1815، وفي هذه الفترة أصبحت ميلانو مركزًا للأوبرا الغنائية.
شن الميلانيون تمردًا ضد الحكم النمساوي في 18 مارس 1848. انضمت مملكة سردينيا إلى المتمردين، وصوتوا في لومبادريا للاتحاد معها. قمع النمساويون السردينيين في 24 يوليو، ورسخوا من جديد سيطرتهم على ميلانو وشمال إيطاليا. بعد بضع سنوات فقط نجح تمرد آخر قام به القوميون الإيطاليون في الإطاحة بالنمساويين بمساعدة سردينيا وفرنسا عام 1859. وبعد معركة سولفرينو، ضُمت ميلانو وباقي لومبارديا إلى مملكة سردينيا، التي سرعان ما سيطرت على معظم إيطاليا. في عام 1861، شكلت الدول والممالك المتحدة مملكة إيطاليا مرة أخرى.
مع توحيد البلاد أصبحت ميلانو مركزًا تجاريًا مهيمنًا في شمال إيطاليا. في عام 1919، أطلق بينيتو موسوليني مجموعة القمصان السوداء لأول مرة في ميلانو، ثم بدؤوا خطواتهم نحو روما. خلال الحرب العالمية الثانية، تضررت ميلانو كثيرًا بسبب قصف الحلفاء. بعد استسلام إيطاليا عام 1943، احتلت القوات الألمانية شمال إيطاليا حتى نهاية الحرب في 1945. استولت المقاومة الإيطالية في ميلانو على المدينة، وأعدموا موسوليني وصديقتة كلارا بيتاتشي وزعماء آخرين في حكومته.
شهدت إيطاليا طفرة اقتصادية منذ نهاية الحرب العالمية الثانية. من عام 1951 حتى عام 1967، زاد عدد سكان ميلانو من 1.3 مليون إلى 1.7 مليون نسمة. أعيد بناء المدينة، ولكنها عانت في أواخر 1960 وأوائل 1970 من موجات عنف في الشوارع وإضرابات عمالية، وإرهاب سياسي. خلال ثمانينيات القرن العشرين، أصبحت ميلانو واحدة من عواصم الموضة في العالم.
في آذار 2020، تركزت معظم حالات الإصابة بفيروس كوفيد-19 في إيطاليا في منطقة لومبارديا، وكان فيها أعلى معدل وفيات في العالم.